# Rotigonalia concedula
Rotigonalia concedula är en insektsart som först beskrevs av Melichar 1926.  Rotigonalia concedula ingår i släktet Rotigonalia och familjen dvärgstritar. Inga underarter finns listade i Catalogue of Life.